# 동백고등학교
동백고등학교(東栢高等學校)는 대한민국 경기도 용인시 기흥구 동백동에 위치한 공립 고등학교이다.

## 학교 연혁
- 2007년 1월 15일 : 설립 인가(3년제 30학급)
- 2007년 3월 1일 : 개교
- 2007년 3월 1일 : 초대 김재흠 교장 취임
- 2007년 3월 2일 : 제1회 입학식(10학급 364명)
- 2020년 9월 1일 : 제5대 조정길 교장 취임
- 2023년 1월 4일 : 제14회 졸업식(304명) 졸업생 총계 4,757명
- 2023년 3월 2일 : 제17회 입학식(10학급 332명)

## 참고 자료
- 동백고등학교 - 한국교육학술정보원 학교알리미